# Ngô Thụy
Ngô Thụy (tiếng Trung: 吳瑞), là một hoạn quan người Hán phục vụ trong nhà Lê sơ.